# Exercice Garuda
 (mars 2025).
La mise en forme du texte ne suit pas les recommandations de Wikipédia : il faut le « wikifier ».
Les points d'amélioration suivants sont les cas les plus fréquents :
- Les titres sont pré-formatés par le logiciel. Ils ne sont ni en capitales, ni en gras.
- Le texte ne doit pas être écrit en capitales (les noms de famille non plus), ni en gras, ni en italique, ni en « petit »…
- Le gras n'est utilisé que pour surligner le titre de l'article dans l'introduction, une seule fois.
- L'italique est rarement utilisé : mots en langue étrangère, titres d'œuvres, noms de bateaux, etc.
- Les citations ne sont pas en italique mais en corps de texte normal. Elles sont entourées par des guillemets français : « et ».
- Les listes à puces sont à éviter, des paragraphes rédigés étant largement préférés. Les tableaux sont à réserver à la présentation de données structurées (résultats, etc.).
- Les appels de note de bas de page (petits chiffres en exposant, introduits par l'outil «  Source ») sont à placer entre la fin de phrase et le point final[comme ça].
- Les liens internes (vers d'autres articles de Wikipédia) sont à choisir avec parcimonie. Créez des liens vers des articles approfondissant le sujet. Les termes génériques sans rapport avec le sujet sont à éviter, ainsi que les répétitions de liens vers un même terme.
- Les liens externes sont à placer uniquement dans une section « Liens externes », à la fin de l'article. Ces liens sont à choisir avec parcimonie suivant les règles définies. Si un lien sert de source à l'article, son insertion dans le texte est à faire par les notes de bas de page.
- La présentation des références doit suivre les conventions bibliographiques. Il est recommandé d'utiliser les modèles {{Ouvrage}}, {{Chapitre}}, {{Article}}, {{Lien web}} et/ou {{Bibliographie}}. Le mode d'édition visuel peut mettre en forme automatiquement les références.
- Insérer une infobox (cadre d'informations à droite) n'est pas obligatoire pour parachever la mise en page.

Pour une aide détaillée, merci de consulter Aide:Wikification.
Si vous pensez que ces points ont été résolus, vous pouvez retirer ce bandeau et améliorer la mise en forme d'un autre article.

L' Exercice Garuda est une grande manœuvre aérienne bilatérale franco-indienne qui se déroule depuis 2003.

## Historique

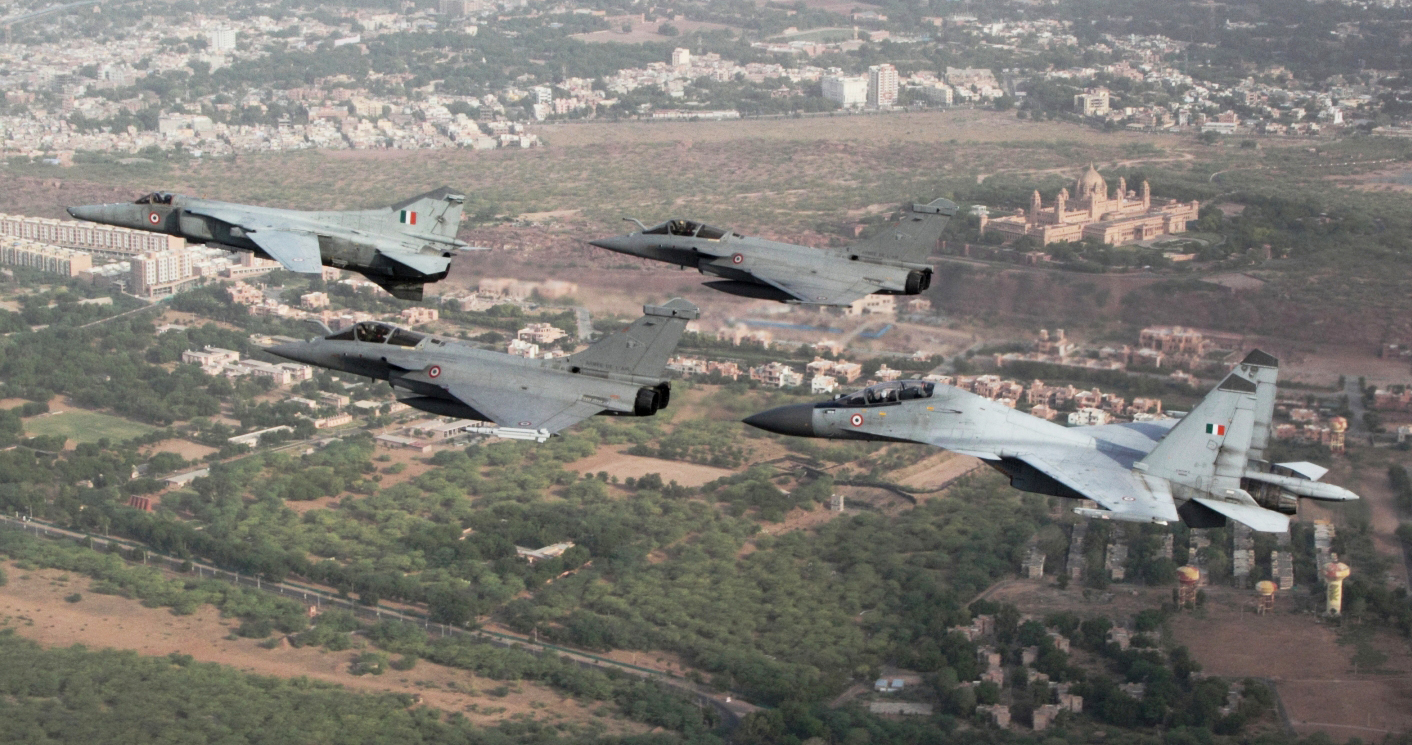
Garuda V, des Rafales français, des MiG-27UPG et Su-30MKI indiens ; le Umaid Bhawan Palace en arrière plan.

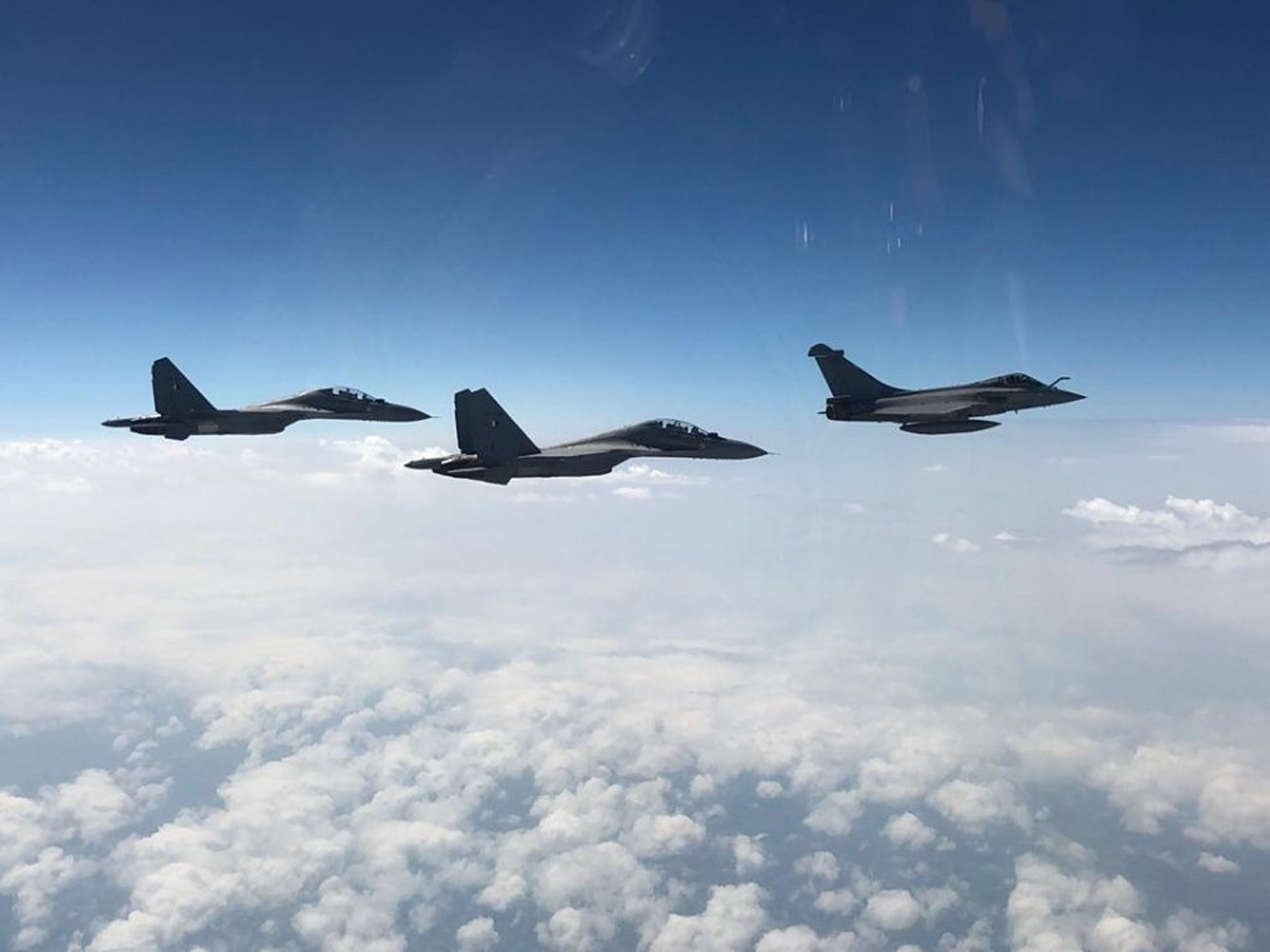
Garuda VI.

La France et l'Inde renforcent quatre cent années de relations internationales et soixante années entre les forces aériennes par l'organisation des exercices Garuda.
- Garuda I en 2003 à la base aérienne de Gwalior.
- Garuda II en 2005 à la Base aérienne 125 Istres-Le Tubé.
- Garuda III en 2007 à la base aérienne de Kalaikunda avec des Sukhoi Su-30 MKI, Dassault Mirage 2000, Mikoyan MiG-27, Mirage 2000-5, M-2000D, Boeing E3F-SDCA[3].
- Garuda IV en 2010 à la Base aérienne 125 Istres-Le Tubé.
- Garuda V en 2014 à l'Aéroport de Jodhpur.
- Garuda VI en 2019 à la Base aérienne 118 Mont-de-Marsan[4],[5].

- Garuda VII en 2022 à l'Aéroport de Jodhpur[6].